# Prostitution en Bolivie
La prostitution en Bolivie est légale et réglementée,. Il n'est autorisé que par les prostituées enregistrées dans les bordels autorisés. Les prostituées doivent s'inscrire et subir des contrôles de santé réguliers pour les maladies sexuellement transmissibles (tous les 20 jours). La police est autorisée à vérifier si les prostituées sont enregistrées ou non et ont fréquenté une clinique au cours des 20 jours précédents.
En 2016, l'ONUSIDA a estimé qu'il y avait 30 523 prostituées en Bolivie.

## Vues sociétales
Bien que la prostitution soit répandue en Bolivie, les prostituées sont sévèrement stigmatisées par la société, et sont notamment accusées de l'augmentation du taux d'infection par le VIH. En 2007, à El Alto, des centaines de prostituées ont été attaquées, forcées de se déshabiller et battues par des habitants en colère; plusieurs bordels ont été incendiés. Les citoyens ont exigé que les bordels et les bars soient situés à au moins 300 mètres des écoles. Le gouvernement municipal a réagi en fermant tous les bordels, mais n'a pris aucune mesure contre ceux qui avaient attaqué les prostituées. "Nous sommes les mal-aimés de la Bolivie", a déclaré Yuly Perez, vice-président de l'ONAEM, le syndicat bolivien des travailleuses et travailleurs du sexe. « Si nous ne travaillons pas, qui va nourrir nos enfants? ». Un autre représentant de l'organisation des travailleurs du sexe a déclaré: «Les gens pensent que le but de notre organisation est d'étendre la prostitution en Bolivie. En fait, nous voulons le contraire. Notre monde idéal est un monde libre du désespoir économique qui oblige les femmes à se lancer dans cette entreprise."

## Prostitution enfantine
En Bolivie, l'âge moyen d'entrée dans la prostitution est de 16 ans. La prostitution enfantine est un problème grave, en particulier dans les zones urbaines et dans la région de Chapare. La plupart des enfants contraints à la prostitution sont issus des classes sociales inférieures et de familles brisées. Seuls 12,6% de ces enfants ont une éducation, ce qui leur laisse peu de possibilités. En conséquence, beaucoup restent dans le commerce du sexe tout au long de leur vie, même s'ils souhaitent en sortir. Environ un tiers des filles et adolescents prostitués ont entre un et cinq enfants, pour la plupart âgés de moins de 5 ans. La plupart des enfants prostitués travaillent dans la rue, dans des bordels ou dans des bars et des clubs.
Il existe différents types de prostitution enfantine, variant selon le pouvoir économique du client et l'âge de l'enfant. Les clients de la classe supérieure recherchent généralement des adolescents plus âgés de 16 à 17 ans (et de jeunes prostituées adultes de 18 à 20 ans). Beaucoup de ces jeunes viennent de l'est de la Bolivie et de l'extérieur du pays. Ce type de prostitution est organisé par des réseaux fermés et fait l'objet de très peu de contrôles. Dans certains cas, le contact sexuel entre ces adolescents et leurs clients a lieu au domicile du client. Des adolescents de toutes les régions du pays se prostituent dans les bars ou pubs locaux, principalement pour les clients de la classe moyenne. La prostitution de rue concerne des femmes et des filles de tous âges qui entrent généralement dans le commerce lorsqu'elles ont entre 12 et 15 ans. Enfin, il existe une forme de prostitution «cachée», qui peut impliquer des enfants dès l'âge de 8 ans, souvent en échange de drogues ou d'une sorte de friandise ou de jouet. Pendant la journée, ces enfants restent dans la rue et travaillent souvent comme vendeurs ambulants, domestiques ou serveuses. Le soir, ils vont dans des clubs de danse ou vendent de l'alcool dans la rue. Les clients de ce type de prostitution sont généralement des adultes ou des adolescents avec peu d'argent.
Le problème de la prostitution des enfants est exacerbé par des lois mal appliquées et par des descentes de police rares et inefficaces. Cependant, récemment, davantage d'efforts ont été faits pour résoudre ce problème; en 2008, la police a fait une descente dans plusieurs bordels et a secouru 215 enfants qui y travaillaient. L'Organisation internationale pour les migrations (OIM) et les ONG Save the Children et Pro-Adolescente ont mené des campagnes de sensibilisation du public sur la traite des enfants. Le département de La Paz et le gouvernement de la ville de La Paz gèrent chacun un refuge pour les enfants maltraités et exploités.

## Trafic sexuel
Les problèmes économiques et sociaux créent un climat favorable à la traite des êtres humains. Les jeunes femmes et filles boliviennes sont victimes de la traite des zones rurales vers les zones urbaines à des fins d'exploitation sexuelle commerciale; les femmes et les enfants des groupes ethniques autochtones de la région de l'Altiplano courent un plus grand risque d'être victimes de la traite à des fins de prostitution. Confrontés à l'extrême pauvreté, de nombreux citoyens deviennent des migrants économiques et certains sont victimes de trafiquants et contraints à la prostitution, tant à l'intérieur qu'à l'extérieur de la Bolivie.
Le pays est également une source de victimes de la traite à des fins d'exploitation sexuelle vers l'Argentine, le Chili, le Brésil, l'Espagne et les États-Unis. La faiblesse des contrôles le long des frontières aggrave ce problème.
En 2018, le bureau du département d'État américain chargé de surveiller et de lutter contre la traite des personnes a rétrogradé le rang de la Bolivie de la liste de surveillance de niveau 2 à un pays de niveau 3.